# Niedomykalność zastawki trójdzielnej
Niedomykalność zastawki trójdzielnej (łac. insufficientia valvulae tricuspidalis, ang. tricuspid insufficiency) – zastawkowa wada serca powodująca nieprawidłowe cofanie się krwi z prawej komory serca do prawego przedsionka. Często towarzyszy zwężeniu zastawki mitralnej: stenoza mitralna z niedomykalnością zastawki trójdzielnej to najczęstsza złożona wada zastawkowa serca.

## Epidemiologia
Niedomykalność trójdzielna nie jest częstą wadą, w Stanach Zjednoczonych jej częstość szacuje się na 1%.

## Etiologia
Przyczyny niedomykalności zastawki trójdzielnej mogą być następujące:
- gorączka reumatyczna
- infekcyjne zapalenie wsierdzia
- zespół rakowiaka
- zespół Marfana[3]
- choroba Fabry’ego[4]
- choroba Whipple’a[4]
- zespół wypadania płatka zastawki trójdzielnej
- reumatoidalne zapalenie stawów
- toczeń rumieniowaty układowy
- wady wrodzone, anomalia Ebsteina
- dysfunkcja mięśni brodawkowatych, np. po przebytym zawale
- przyjmowanie leków anorektycznych, metysergidu (także w migrenie) lub fenfluraminy, przyjmowanie pergolidu (choroba Parkinsona)[5]
- poszerzenie pierścienia zastawkowego w przebiegu wad zastawki mitralnej lub stenozy tętnicy płucnej.

## Patofizjologia
Cofanie się krwi z prawej komory do prawego przedsionka powoduje zaleganie krwi w prawym przedsionku i w układzie żylnym. Poszerzenie prawego przedsionka może spowodować migotanie.
Pojawienie się dużej niedomykalności obniża ciśnienie skurczowe w prawej komorze i tętnicy płucnej, co paradoksalnie zmniejsza nasilenie duszności.

## Objawy i przebieg

### Objawy podmiotowe
- zmniejszona tolerancja wysiłku
- osłabienie
- uczucie gniecenia i rozpierania w prawym podżebrzu

### Objawy przedmiotowe
- tętnienie wątroby, nasilające się w czasie wdechu, wyczuwalne w dołku podsercowym i pod prawym łukiem żebrowym
- tętnienie prawej komory
- szmer skurczowy (holosystoliczny), w miejscu przyczepu 5. żebra prawego do mostka, głośniejszy w czasie głębokiego wdechu (objaw Rivero Carvallo)
- turkoczący szmer rozkurczowy
- wyraźne tętno żylne ujemne, z czasem tętno żylne dodatnie na żyłach szyjnych

### Nieprawidłowości w badaniach dodatkowych
- w EKG: P pulmonale, cechy przerostu prawej komory, blok prawej odnogi pęczka Hisa, zazwyczaj migotanie przedsionków
- w RTG klatki piersiowej: powiększenie sylwetki serca, cechy poszerzenia prawego przedsionka, na zdjęciu bocznym przyleganie prawej komory do mostka (w dużej niedomykalności)
- ECHO serca: stwierdzenie fali niedomykalności, podwyższenie ciśnienia skurczowego w prawej komorze, poszerzenie żyły głównej dolnej, poszerzenie żył wątrobowych.

## Klasyfikacja ICD10
| kod ICD10     | nazwa choroby                                       |
| ------------- | --------------------------------------------------- |
| ICD-10: I36.1 | Niereumatyczna niedomykalność zastawki trójdzielnej |
| ICD-10: I07.1 | Reumatyczna niedomykalność zastawki trójdzielnej    |
| ICD-10: Q22.8 | Wrodzona niedomykalność zastawki trójdzielnej       |